# Ветий Грат (консул 280 г.)
Ветий Грат (на латински: Vettius Gratus) е политик и сенатор на Римската империя през 3 век.
Вероятно е роднина с Гай Ветий Грат Сабиниан (консул 221 г.) и синовете му Гай Ветий Грат Атик Сабиниан (консул 242 г.) и Ветий Грат (консул 250 г.).
През 280 г. той е консул заедно с Валерий Месала по времето на император Проб.